# Marco Frisina
Marco Frisina (Roma, 16 dicembre 1954) è un presbitero, compositore e direttore di coro italiano.

## Biografia
È nato a Roma in una famiglia numerosa originaria di Delianuova, provincia di Reggio Calabria, cittadina alla quale rimane legato. Nel 1945 il padre Saverio, fabbro di professione, decise di trasferirsi con tutta la famiglia nella capitale. Dopo la maturità conseguita al liceo classico, si è diplomato in composizione al Conservatorio di Santa Cecilia e laureato in lettere presso l'Università "La Sapienza". Entrato come alunno al Pontificio Seminario Romano Maggiore, ha compiuto gli studi teologici presso la Pontificia Università Gregoriana e conseguito la licenza in Sacra Scrittura al Pontificio Istituto Biblico.
Ordinato sacerdote nel 1982, da allora svolge il suo ministero nella Diocesi di Roma e ha ricevuto i titoli di monsignore e di Cappellano del Papa. È stato assistente al Pontificio Seminario Romano Maggiore e poi direttore dell'Ufficio Liturgico del Vicariato di Roma e rettore della Basilica di Santa Maria in Montesanto (Chiesa degli Artisti). Giovanni Paolo II lo ha nominato accademico virtuoso ordinario dell'Accademia dei Virtuosi al Pantheon (Pontificia Insigne Accademia di Belle Arti e Letteratura dei Virtuosi al Pantheon), della quale è assistente spirituale. È consultore del Dicastero per l'Evangelizzazione (ex Pontificio Consiglio per la Promozione della Nuova Evangelizzazione), presidente della Commissione Diocesana di Arte Sacra della Diocesi di Roma e dal 2009 rettore della Basilica di Santa Cecilia in Trastevere. È direttore (dal 1985) della Pontificia Cappella Pia Lateranense nella Basilica di San Giovanni in Laterano.
Tiene corsi presso la Pontificia Università della Santa Croce ed il Pontificio Istituto di Musica Sacra.
Ha fondato (nel 1984) e dirige il Coro della Diocesi di Roma, nato per l'animazione delle più importanti liturgie diocesane, molte delle quali presiedute dal Santo Padre. All'animazione di queste, si sono aggiunti negli anni concerti in molte diocesi italiane ed estere e la partecipazione a numerosi eventi istituzionali, con esibizioni anche all'estero in vari Paesi, come Germania, Francia, Austria, Polonia e Stati Uniti.
Ha composto ed eseguito dinanzi ai pontefici Giovanni Paolo II e Benedetto XVI ventiquattro oratori sacri ispirati a personaggi biblici o alla vita di grandi santi. Accanto a queste composizioni, meritano di essere citati gli oratori sacri: Cantico dei Cantici, rappresentato al Festival Anima Mundi di Pisa; Passio Caeciliae, eseguito a Roma ed a New York in occasione delle celebrazioni del 150º Anniversario dell'Unità d'Italia; Paradiso, Paradiso, rappresentato al 56° Festival dei Due Mondi di Spoleto con la partecipazione di Giorgio Albertazzi come voce narrante; Fino ai confini della Terra, ispirato alla narrazione del naufragio dell'apostolo Paolo a Malta, eseguito a La valletta (Malta) in occasione del centenario del martirio di San Paolo; Andrej Rublev. Lo sguardo, eseguito a Mosca (Russia), nel Zaryadye Concert Hall, con il patrocinio del Ministero della Cultura della Federazione Russa.
Ha collaborato al progetto internazionale della Rai "Bibbia" sia come consulente biblista che autore delle musiche. Oltre a sei film del "Progetto Bibbia", negli anni ha composto le colonne sonore di diversi film a tema storico e religioso realizzati per Rai e Mediaset, tra i quali Michele Strogoff, Papa Giovanni, Giovanni Paolo II, Edda, Callas e Onassis, Puccini, Preferisco il Paradiso. Alla 57ª Mostra d'arte cinematografica di Venezia, viene presentato il film restaurato Christus di Giulio Antamoro del 1916, con nuove musiche di Marco Frisina.
Autore di numerosi canti di ispirazione religiosa, liturgici e paraliturgici, conosciuti in Italia e all'estero, nella sua discografia sono presenti importanti collaborazioni a progetti di artisti italiani e internazionali. Tra queste, Silent Night. A Christmas in Rome, realizzato insieme al leader dei Chieftains Paddy Moloney, e Dalla Terra, disco inciso da Mina, per la quale ha composto i brani Magnificat e Nada te turbe.
È stato responsabile musicale di alcuni importanti eventi del Grande Giubileo 2000, come la Giornata Mondiale della Gioventù, e, con Leonardo De Amicis, dell'evento RAI La Bibbia giorno e notte, la più lunga diretta della storia televisiva. Ha inoltre scritto diversi inni ufficiali come Aprite le porte a Cristo, per la beatificazione di Giovanni Paolo II;  We believe in love, per il X Incontro Mondiale delle Famiglie; Siamo noi, per la prima Giornata Mondiale dei Bambini, indetta da Papa Francesco.
Per il teatro ha composto "La Divina Commedia - opera musical", prima trasposizione musicale dell'omonimo capolavoro dantesco
, in due atti, con libretto di Gianmario Pagano e Marco Frisina; Il miracolo di Marcellino, ispirato al romanzo di José Maria Sanchez Silva Marcellino Pane e Vino, con testi di Paolo Galli; l'opera In Hoc Signo, rappresentata al Teatro Nazionale di Belgrado, in occasione del 1700º anniversario dell’Editto di Milano; Catilina, in occasione della riapertura del Teatro Orione di Roma; l'opera-oratorio Passio Christi, eseguita al teatro Cervantes di Malaga (Spagna), con la partecipazione di Antonio Banderas come voce narrante.
È autore, insieme al Card. Angelo De Donatis, del libro La santità è il volto più bello della Chiesa. Un itinerario alla luce della Gaudete et exultate e del volumetto La musica nella liturgia per la collana Quaderni del Concilio a cura del Dicastero per l'Evangelizzazione; Antonio Carriero ha curato il volume Mio canto è il Signore, libro-intervista a Mons. Marco Frisina. 
È stato promotore e coordinatore del Primo Convegno delle Corali Italiane, svoltosi a Roma nel settembre 2014, del Giubileo delle Corali nell’ottobre 2016, che ha visto la partecipazione di oltre 10.000 cantori provenienti da tutto il mondo, del Terzo (nel 2018) e del Quarto (nel 2024) Incontro Internazionale delle Corali in Vaticano. Dal 2015 è direttore artistico del "Concerto con i Poveri e per i Poveri" che si tiene nell'Aula Paolo VI del Vaticano, che ha visto la partecipazione di Daniel Oren (alla prima edizione), dei premi Oscar Ennio Morricone (alla seconda edizione) e Nicola Piovani (alla terza edizione), di Speranza Scappucci (alla quarta edizione), del premio Oscar Hans Zimmer (alla quinta edizione).

## Opere

### Filmografia come compositore
- Abramo – miniserie TV (1994)

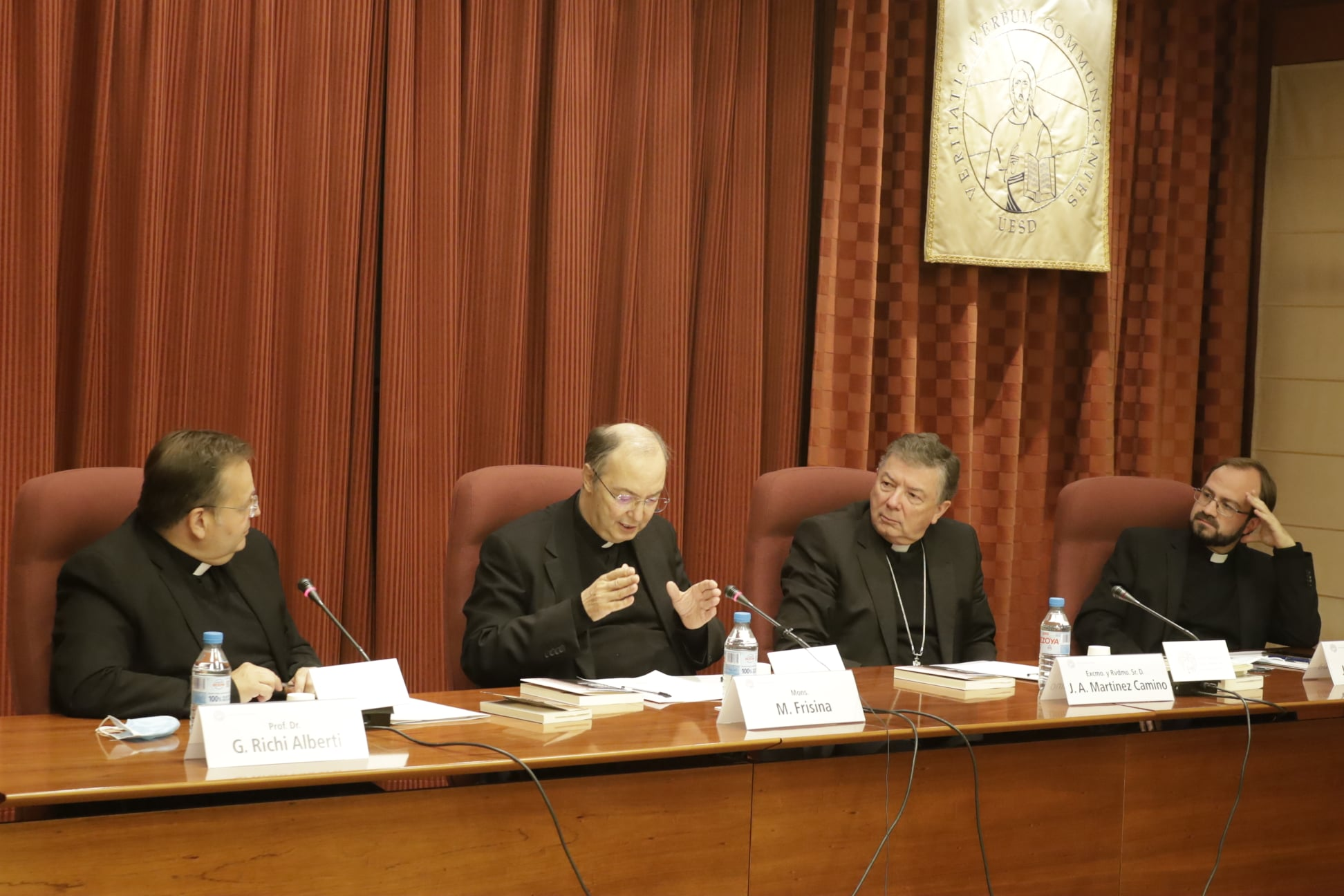
Marco Frisina presso l'Università San Dámaso, a Madrid

- Giacobbe (Jacob), regia di Peter Hall – film TV (1994)
- Giuseppe – miniserie TV (1995)
- Mosè – miniserie TV (1995)
- Sansone e Dalila – miniserie TV (1997)
- Fatima, regia di Fabrizio Costa – film TV (1997)
- Tristano e Isotta, regia di Fabrizio Costa (1998)
- Michele Strogoff, regia di Fabrizio Costa (1999)
- Christus, regia di Giulio Cesare Antamoro (1999)
- Giuseppe di Nazareth, regia di Raffaele Mertes – film TV (2000)
- Maria Maddalena, regia di Raffaele Mertes – film TV (2000)
- Un dono semplice, regia di M. Zaccaro (2000)
- Giuda, regia di Raffaele Mertes – film TV (2001)
- Tommaso, regia di Raffaele Mertes – film TV (2001)
- Sant'Antonio di Padova, regia di Umberto Marino – film TV (2002)
- Papa Giovanni - Ioannes XXIII, regia di Giorgio Capitani – miniserie TV (2002)
- Il bambino di Betlemme, regia di Umberto Marino – film TV (2002)
- San Giovanni - L'apocalisse, regia Raffaele Mertes – film TV (2002)
- Don Bosco, regia di Lodovico Gasparini – miniserie TV (2004)
- Rita da Cascia, regia di Giorgio Capitani – miniserie TV (2004)
- Edda, regia di Giorgio Capitani – miniserie TV (2005)
- San Pietro, regia di Giulio Base – miniserie TV (2005)
- Callas e Onassis, regia di Giorgio Capitani – miniserie TV (2005)
- Giovanni Paolo II, regia di John K. Harrison – miniserie TV (2005)
- Giovanni Paolo II – Amico di tutta l'umanità – film d'animazione (2006)
- Papa Luciani - Il sorriso di Dio, regia di Giorgio Capitani – miniserie TV (2006)
- Sindone - segno del nostro tempo, regia di Alberto Di Giglio – docufilm (2006)
- Pompei, regia di Giulio Base – miniserie TV (2007)
- Chiara e Francesco, regia di Fabrizio Costa – miniserie TV (2007)
- Paolo VI - Il papa nella tempesta, regia di Fabrizio Costa – miniserie TV (2008)
- Puccini, regia di Giorgio Capitani – miniserie TV (2009)
- Preferisco il paradiso, regia di Giacomo Campiotti – miniserie TV (2010)
- Piero della Francesca. La Madonna del Parto e la leggenda della Vera Croce, regia di Alessandro Perrella – docufilm (2013)
- Il coraggio di credere, regia di Pasquale De Masi (2016)
- Miracle Underground. The Story of 33 Chilean Miners, regia di Armand Mastroianni (2017)
- Solo insieme. La sorpresa di Francesco, regia di Gualtiero Peirce – docufilm (2021)

### Discografia e oratori
- 1984 Maria (oratorio sacro per soli, doppio coro e orchestra)
- 1985 Abramo. L'amico di Dio (oratorio sacro)
- 1986 Benedici il Signore
- 1987 Non temere
- 1988 Signore è il Suo nome
- 1989 Tu sarai profeta
- 1989 Revelación del alma (oratorio sacro per tre solisti e orchestra)
- 1989 Il cantico della misericordia (oratorio sacro per voce narrante, baritono, mezzosoprano, coro e orchestra)
- 1990 Mosè (oratorio sacro)
- 1991 Chi ci separerà dall'amore di Cristo?
- 1991 Giovanni, il profeta (oratorio sacro per soli, voce recitante, doppio coro e orchestra)
- 1992 Il tesoro e la sposa (oratorio sacro su san Francesco d'Assisi)
- 1993 Chiamati a dare la vita (oratorio sacro su san Massimiliano Kolbe)
- 1994 Nomen Trinitatis (composizione per organo)
- 1995 Tu sei bellezza
- 1995 La parola del fuoco (oratorio sacro sul profeta Elia)
- 1995 Paradiso, paradiso... (oratorio sacro su san Filippo Neri)
- 1996 Le nozze mistiche (oratorio sacro su santa Caterina da Siena)
- 1997 Cristo nostra salvezza
- 1997 Smotrenje - Lo sguardo (oratorio sacro su Andrej Rublev)
- 1998 Laudate Dominum. Canti latini per l'anno liturgico
- 1998 Non di solo pane
- 1999 Silent Night. A Christmas in Rome (con P. Moloney)
- 1999 Pescatore di uomini (oratorio sacro su san Pietro apostolo)
- 1999 Un Natale di fine millennio
- 2000 Pane di vita nuova
- 2000 Jesus is my life. Canti della XV Giornata Mondiale della Gioventù
- 2001 Joy to the world
- 2001 Maestro, dove abiti? (oratorio sacro su Bruno Marchesini)
- 2002 Con la fiducia nel cuore (oratorio sacro su Papa Giovanni XXIII)
- 2003 Vergine madre
- 2003 Alba romana. Un omaggio a Roma
- 2003 Confido in Te (oratorio sacro su santa Faustina Kowalska)
- 2004 Cristo è nostra Pasqua
- 2004 Trittico romano (oratorio sacro)
- 2005 Stillate cieli dall'alto
- 2005 Verso la gioia
- 2005 Mane nobiscum domine. I discepoli di Emmaus (oratorio sacro)
- 2005 La terza luce (oratorio sacro su santa Margherita da Cortona)
- 2005 Jesus Christ you are my life (disco speciale per la visita del Papa in Germania)
- 2006 Ombra del Padre (oratorio sacro su san Giuseppe)
- 2006 Charitatis Hostia – Vittima d'Amore (oratorio sacro su san Pio da Pietrelcina)
- 2006 Una luce nella notte
- 2007 O Luce Radiosa
- 2007 The best of Marco Frisina
- 2007 La Divina Commedia - L'Opera - L'uomo che cerca l'Amore
- 2008 Apostolo delle genti (oratorio sacro su san Paolo apostolo)
- 2008 Al Signore della bellezza (oratorio sacro sul Beato Angelico)
- 2008 Chor & Orchester Der Römischen Diözese Des Papstes (distribuito in Germania)
- 2009 Il Cantico dei Cantici (oratorio sacro)
- 2009 O Croce nostra speranza
- 2009 Il miracolo di Marcellino
- 2011 Aprite le porte a Cristo (inno a san Giovanni Paolo II)
- 2011 Sacerdote per sempre
- 2011 Jesus Christ, You are my life. La musica di Karol
- 2011 In charitate Christi (oratorio sacro su san Luigi Guanella)
- 2012 Et incarnatus est (testi in latino per la liturgia di Natale)
- 2013 Passio Caeciliae (oratorio sacro in 9 quadri per soprano, voce recitante e orchestra)
- 2013 Tu sei il Cristo
- 2013 Abri as portas a Cristo (adattamento in portoghese di A. Cartageno) (distribuito in Portogallo)
- 2013 Paradiso, Paradiso. La vita in musica di San Filippo Neri
- 2014 Venne un uomo mandato da Dio (oratorio sacro su san Giovanni XXIII)
- 2014 Resurrexit (testi in latino per il tempo Pasquale e per le Solennità)
- 2014 Una luce sul monte (oratorio sacro sui Martiri di Otranto)
- 2015 Dio ha tanto amato il mondo
- 2015 San Vitaliano (oratorio sacro)
- 2016 Benedici il Signore - Tu sarai profeta
- 2016 La luce e il fuoco (oratorio sacro su san Francesco di Paola)
- 2016 Quem non separará do amor de Cristo? (distribuito in Portogallo)
- 2016 Tu és beleza (distribuito in Portogallo)
- 2017 Non temere - Signore è il suo nome
- 2017 Fino ai confini della terra (oratorio sacro sul naufragio di San Paolo a Malta)
- 2018 Eis-me aqui, Senhor  (distribuito in Brasile)
- 2018 Salvatore del mondo
- 2018 Salvador del mundo  (distribuito in Italia e in Spagna)
- 2019 Nigra sum (oratorio sulla Madonna Nera di Tindari)
- 2019 Es grande el amor del Señor (distribuito in Italia e in Spagna)
- 2020 Maria Madre del Signore
- 2020 Maria Madre del Señor (distribuito in Italia e in Spagna)
- 2022 Doni di Grazia. Celebrazione dei Sacramenti
- 2022 Zenés áhítat Marco Frisina művekkel (distribuito in Ungheria)
- 2023 Misa en honor al Apóstol Santiago. La Música de la Catedral de Santiago - Vol. V (distribuito in Spagna)
- 2023 Matteo, Apostolo di Cristo (oratorio sacro con testi di Emanuele Andaloro)
- 2023 Chiesa Santa del Signore
- 2025 Testimoni di speranza

## Premi
- 1994 due nomination per il CableACE Award in USA per Abraham e Jacob.
- 1995 vincitore del CableACE Award in USA per Joseph.
- 1998 "Premio Colonna sonora 1998" dell'Ente dello Spettacolo per la musica della Bibbia televisiva.
- 2002 "Premio Colonna sonora 2002" dell'Ente dello Spettacolo per la colonna sonora del film "San Giovanni l'Apocalisse".
- 2005 "Premio internazionale per la cultura Giuseppe Verdi" insieme al Maestro Claudio Abbado.
- 2005 "Riconoscimento Giovanni Paolo II", città di Bisceglie
- 2006 "Premio nazionale Fabriano - Artisti dello Spettacolo".
- 2006 "Premio Giulia Ammannati – Grandi Maestri del Cinema".
- 2008 "Premio internazionale Santa Caterina – Città di Siena"
- 2008 "Premio internazionale Città di Ostia"
- 2008 "Diploma di benemerenza" e "Medaglia d'oro" della Società Dante Alighieri per il progetto e musiche dell'opera "La Divina Commedia"
- 2008 "Premio Dante Alighieri" della Pontificia Università Urbaniana di Roma per l'opera "La Divina Commedia"
- 2008 Premio "Riccio d'argento - Fatti di musica".
- 2009 Premio Internazionale Bonifacio VIII "...per una cultura della Pace..." - VII Edizione (dall'Accademia Bonifaciana di Anagni)
- 2011 "Premio Sicanorum Cantica" del Coro Lirico Siciliano per la composizione
- 2011 "Premio Internazionale per il Dialogo tra i popoli e le loro culture "S. Francesco e Chiara d'Assisi"
- 2012 "Premio speciale Badia di Cava".
- 2015 Premio "Anassilaos per la cooperazione e la solidarietà dei Popoli".
- 2015 "Premio Vincenzo Crocitti"
- 2016 Premio "Roma è... Arte e Fede".
- 2017 Premio "Cassiodoro il grande".
- 2019 Premio "Vigna d'argento".
- 2019 Premio Comunicazione e Cultura - Paoline
- 2020 Premio CEU per la diffusione della cultura cattolica - San Pablo CEU University Foundation (Madrid)
- 2021 Premio "Beato Contardo Ferrini"
- 2024 Premio Internazionale Pushkin